# Nothoscordum tenuifolium
Nothoscordum tenuifolium är en amaryllisväxtart som beskrevs av Pierfelice Ravenna. Nothoscordum tenuifolium ingår i släktet vaniljlökar, och familjen amaryllisväxter. Inga underarter finns listade i Catalogue of Life.